# Markt (winkel)

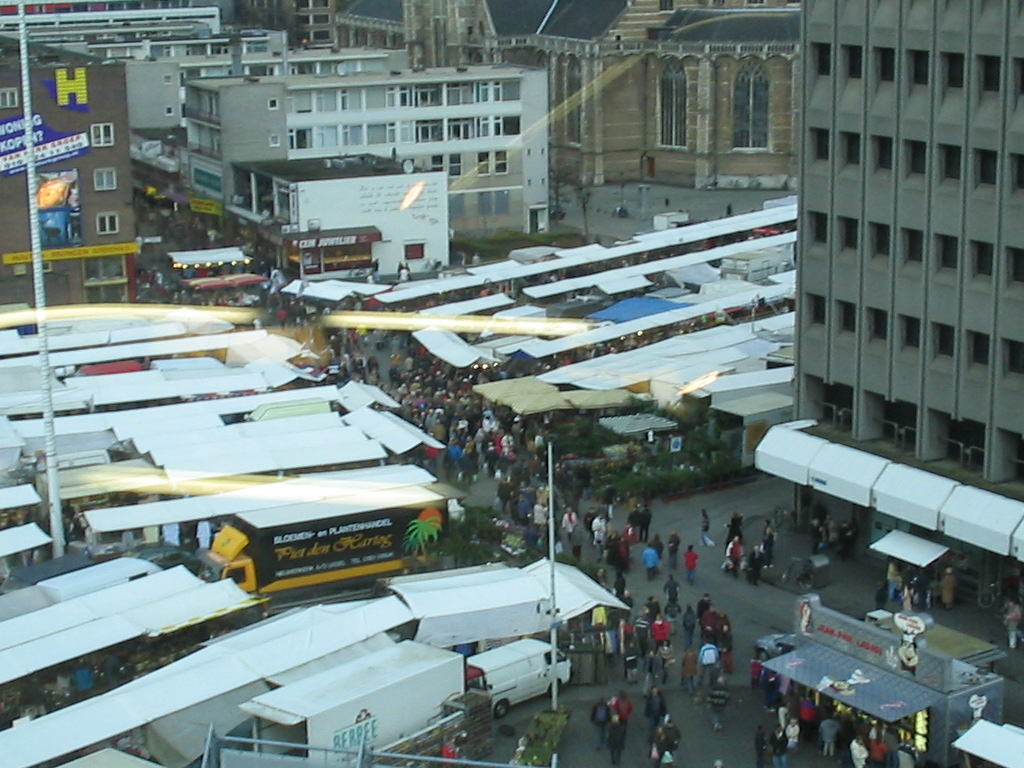
Markt in Rotterdam

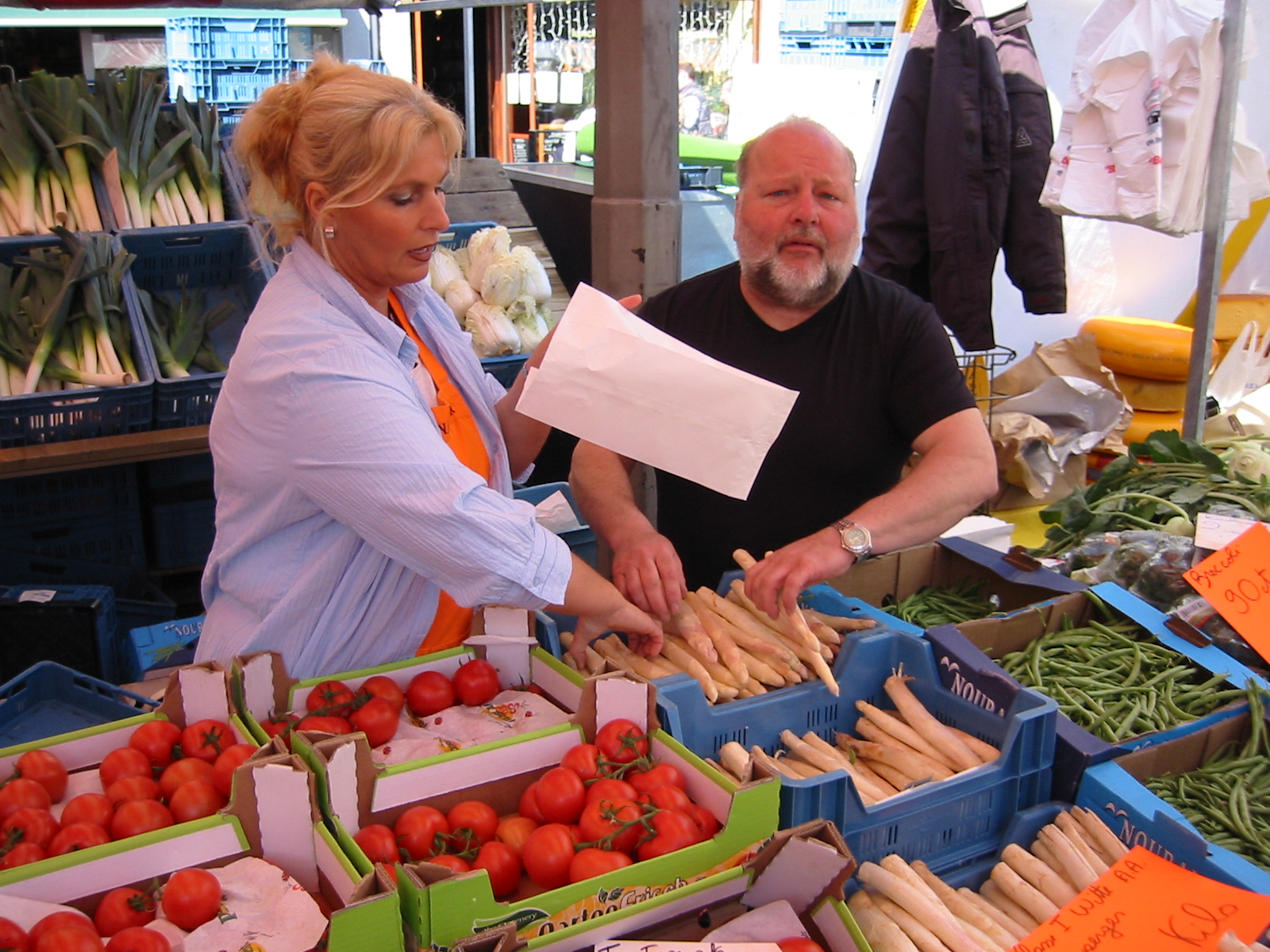
Groentemarkt

Een  markt is een verkoopgelegenheid met kramen. Een markt kan overdekt in een hal gehouden worden, maar wordt in de Lage Landen veelal in de buitenlucht georganiseerd, zoals op een plein of in een straat. Volgens ter plaatse geldende marktregels proberen marktlieden op (huur)kramen of vanuit (eigen) verkoopwagens waar aan de man te brengen. Het woord markt is afgeleid van het Latijnse woord mercatus, hetgeen markt en handel betekent. De handelaar die op een markt staat is een marktkoopman. Een koopman met een kraam, al of niet op een markt, is een kramer.
Een algemene markt waar alle soorten producten worden aangeboden wordt aangeduid als een warenmarkt, maar er zijn ook gespecialiseerde markten. Zo spreken we ook bijvoorbeeld over een groentemarkt, een vismarkt, een textielmarkt, een eiermarkt, et cetera. Veel markten gaan wekelijks op een vaste dag en locatie door, vaak is dit in de voormiddag, al zijn er ook namiddag- of avondmarkten. Weekmarkten trekken vooral bezoekers voor verse voeding, anno 2022 minder voor non-food producten die er vroeger meer verkocht werden.
Ook kan een markt genoemd worden naar een gebeurtenis die plaatsvindt of gevierd wordt ten tijde of omstreeks het tijdstip waarop de markt plaatsvindt, zoals: de kerstmarkt, nieuwjaarsmarkt, vrijmarkt of kindervrijmarkt.
Ook zijn er gespecialiseerde markten zoals streekmarkt (ook genoemd boerenmarkt), boekenmarkt, rommel- en vlooienmarkt, veemarkten, jaarmarkt die vaak op een bepaald tijdstip en bepaalde plaats terugkeren. Vergelijkbaar met een markt, maar afwijkend van opzet is een  braderie. Op een paardenmarkt worden weinig of geen paarden meer verhandeld. Vaak is sprake van een gekoesterde traditie, gecombineerd met andere festiviteiten. De kaasmarkt in Alkmaar is van een markt een toeristische attractie geworden.
Steeds groter wordende zelfbedieningswinkels met voedingsmiddelen, kruidenierswaren en huishoudelijke artikelen gingen zich supermarkt noemen, maar dit zijn geen markten in de oorspronkelijke zin van het woord, omdat deze door één eigenaar worden bedreven.

## Geschiedenis

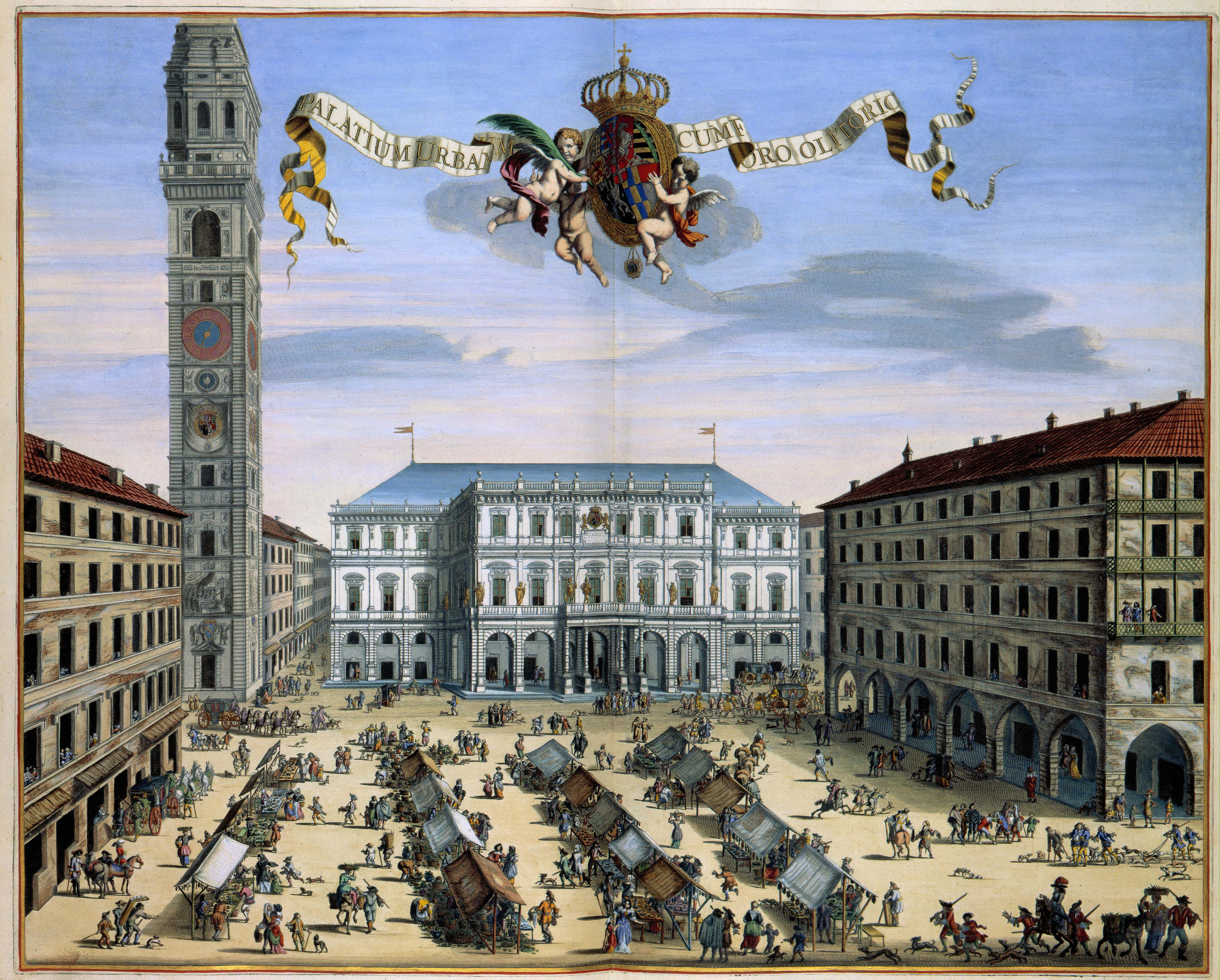
Markt in Turijn, Atlas Van der Hagen, 1682

In de middeleeuwen was het recht een markt te organiseren (marktrecht) een van de vrijheden die een persoon of organisatie met bestuurlijke macht over een gebied, aan een nederzetting of plaats in dat gebied kon geven. Zo zijn steden als Oldenzaal, Gouda, Schagen, Leiden of Leuven tot bloei gekomen. Er bestond meestal geen vrije handel, alleen de inwoners van de stad kregen een plek op de plaatselijke dag-, week-, maand- of jaarmarkt. Een jaarmarkt werd vaak gecombineerd met een kermis, in tegenstelling tot de weekmarkten werden hier ook bewoners van buiten de stad toegelaten.
Er golden allerlei voorschriften, marktvrede genoemd, zoals de regel dat niet met valse munt betaald mocht worden, en het kon zijn dat weegschalen en weeglood vooraf moesten worden geijkt. Op deze manier kon vertrouwen bij kopers worden opgebouwd. Ook kon worden bepaald dat geschillen werden afgehandeld door het stadsbestuur, de schepenbank.
Eeuwenlang trokken de boeren uit de omgeving op marktdagen naar de stad om de producten van het land aan de man te brengen, aan de burger of aan een tussenhandelaar. Per product (vee, kaas, graan, groenten) gebeurde dat meestal op vaste plaatsen. Hieraan houden veel straatnamen de herinnering levend.

### Groothandel en detailhandel

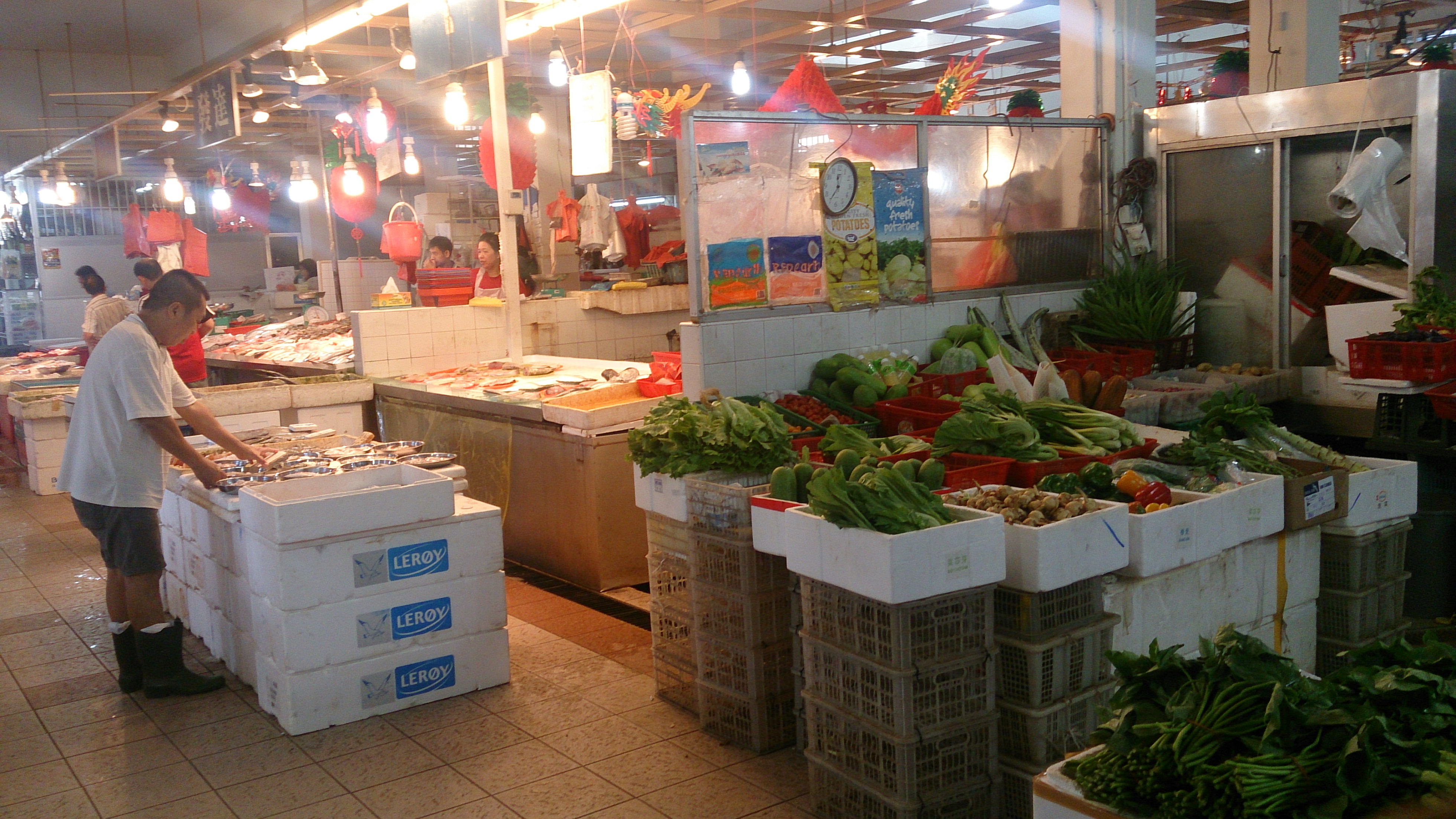
Wet market in Singapore

Een markt kan zijn georganiseerd als groothandel, waar alleen handelaren mogen inkopen, of als detailhandel, waar de consument mag kopen. Markten voor de groothandel vinden vaak plaats in hallen, bekend zijn de voormalige groente- en vleeshallen in Parijs, kortweg Les Halles. Amsterdam kende zijn "Markthallen".

### Straathandel
De genoemde dagmarkten voor consumenten zijn een vorm van straathandel. Onder straathandel valt ook alle verkoop op straat buiten de markt om, zoals een op zich zelf staande poffertjeskraam, stroopwafelkraam, haringkar, ijscokraam of loempiakraam. Ook rommelmarkten en garageverkopen horen hiertoe. Venten is een vorm van straathandel die thans veel minder voorkomt dan voorheen.

## Per land

### Nederland
Van oudsher zijn in Nederland de kaasmarkten in Alkmaar en Gouda bekend. Vanaf de 19e eeuw voeren vooral de grootste steden Amsterdam, Rotterdam, Den Haag en Utrecht bekende markten. Verder heeft bijna elke stad en dorp zijn eigen weekmarkt. De Haagse Markt is de grootste markt van Nederland. De Albert Cuypmarkt en Bloemenmarkt in Amsterdam zijn onder bezoekers aan Nederland zeer bekend. Op Koningsdag worden traditioneel vrijmarkten gehouden.

### België
In Antwerpen is de vogelenmarkt en in Brussel de Zuidmarkt en de rommelmarkt op het Vossenplein bekend. 

### Suriname
De Centrale Markt in het centrum van Paramaribo is de grootste overdekte markt van het Caribische gebied. In de stad zijn verschillende markten, met een variatie van alleen verse groenten, fruit en vlees tot een uitgebreider aanbod. Er zijn ook Marron-, Javaanse en Chinese markten met producten uit hun eigen cultuur, zoals kruiden, hapjes en gerechten. Ook plaatsen als Lelydorp en Nieuw-Nickerie hebben ook overdekte markten. Daarnaast verkopen venters hun waren langs de straatkant.

### Overig
Londen heeft met Portobello Road Market en Parijs met de markt op Rue Mouffetard ook een grote en bekende markt, Ook grote steden in vele landen in Azië zoals Singapore en Hong Kong hebben avondmarkten. In landen met doorgaans hoge temperaturen worden markten vaak in grote binnenruimtes georganiseerd.

## Afbeeldingen

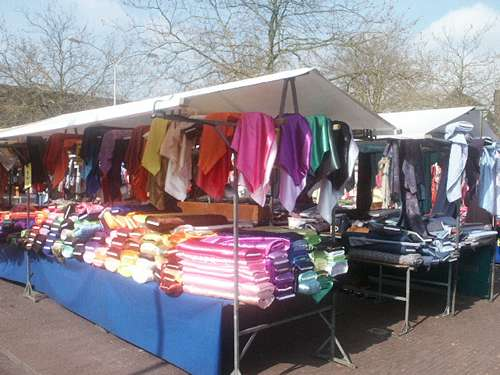
Textielmarkt Doetinchem
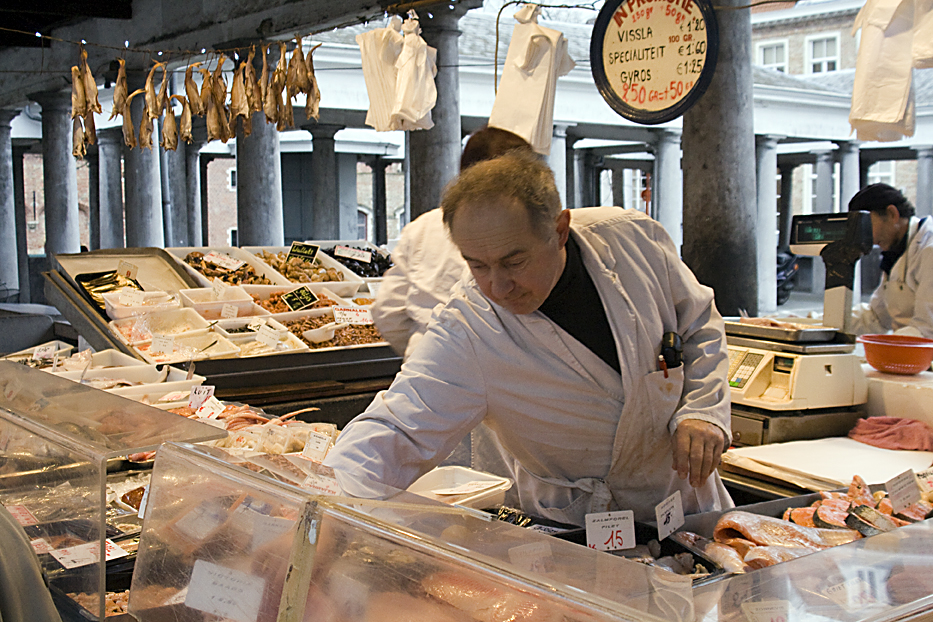
Vismarkt in Brugge
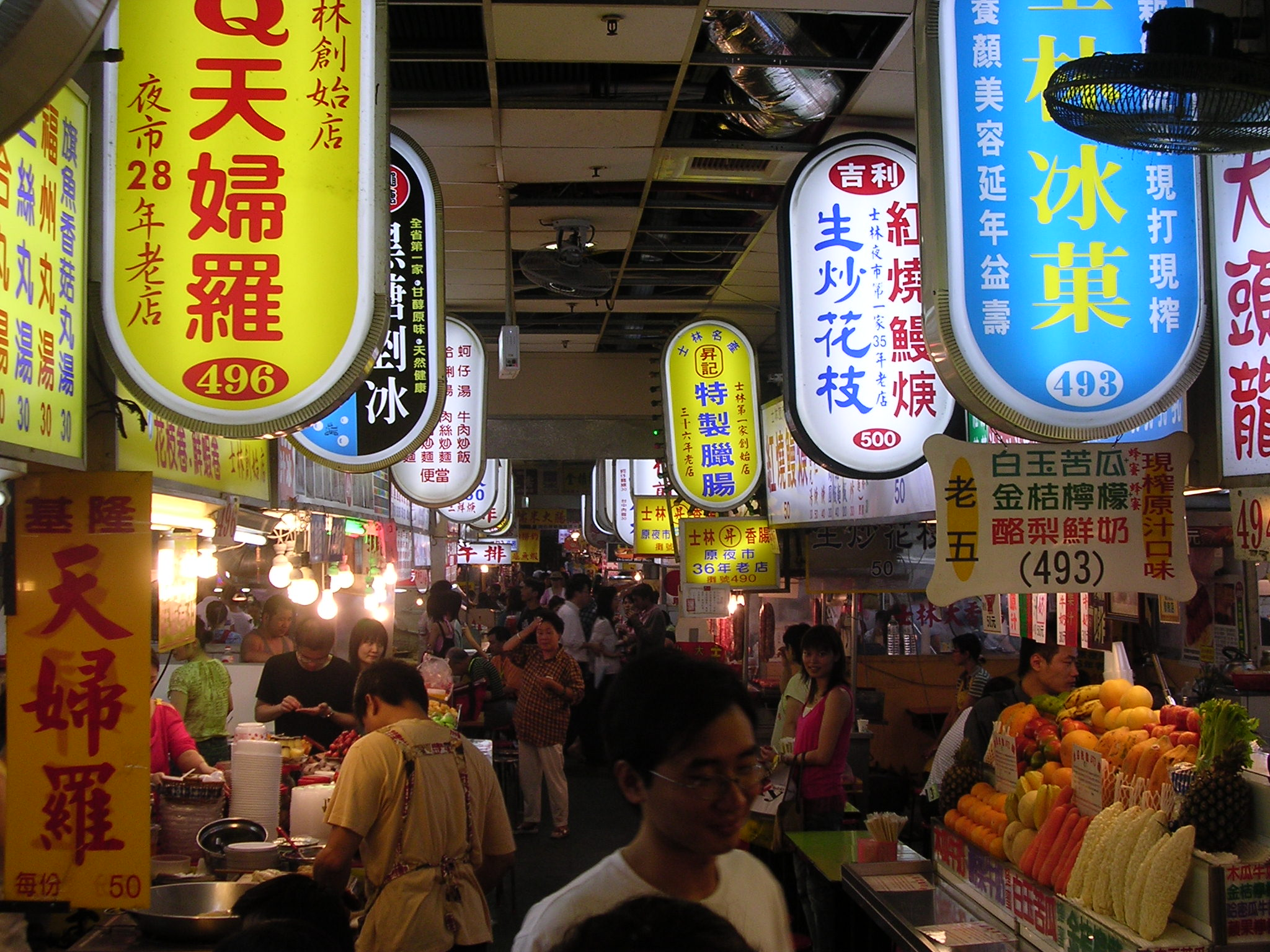
Shilin Night Market in Taipei, Taiwan
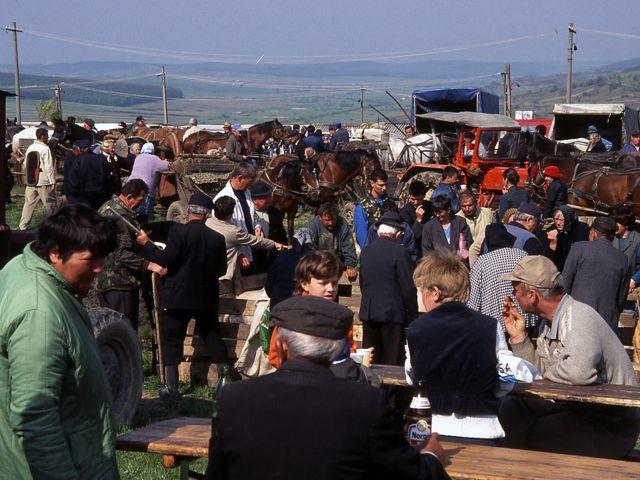
Hodod, Roemenië
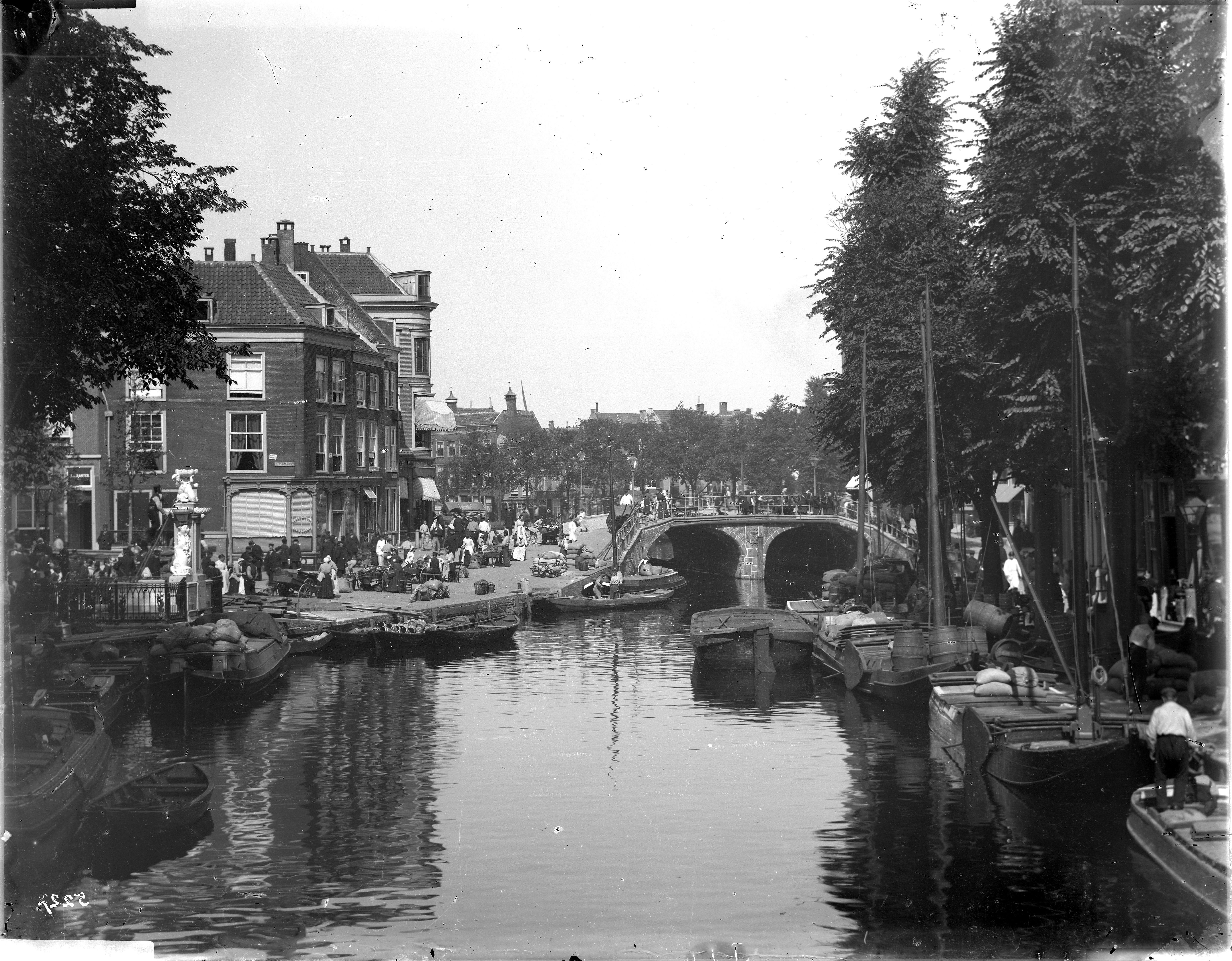
Vismarkt te Leiden, 19de eeuw
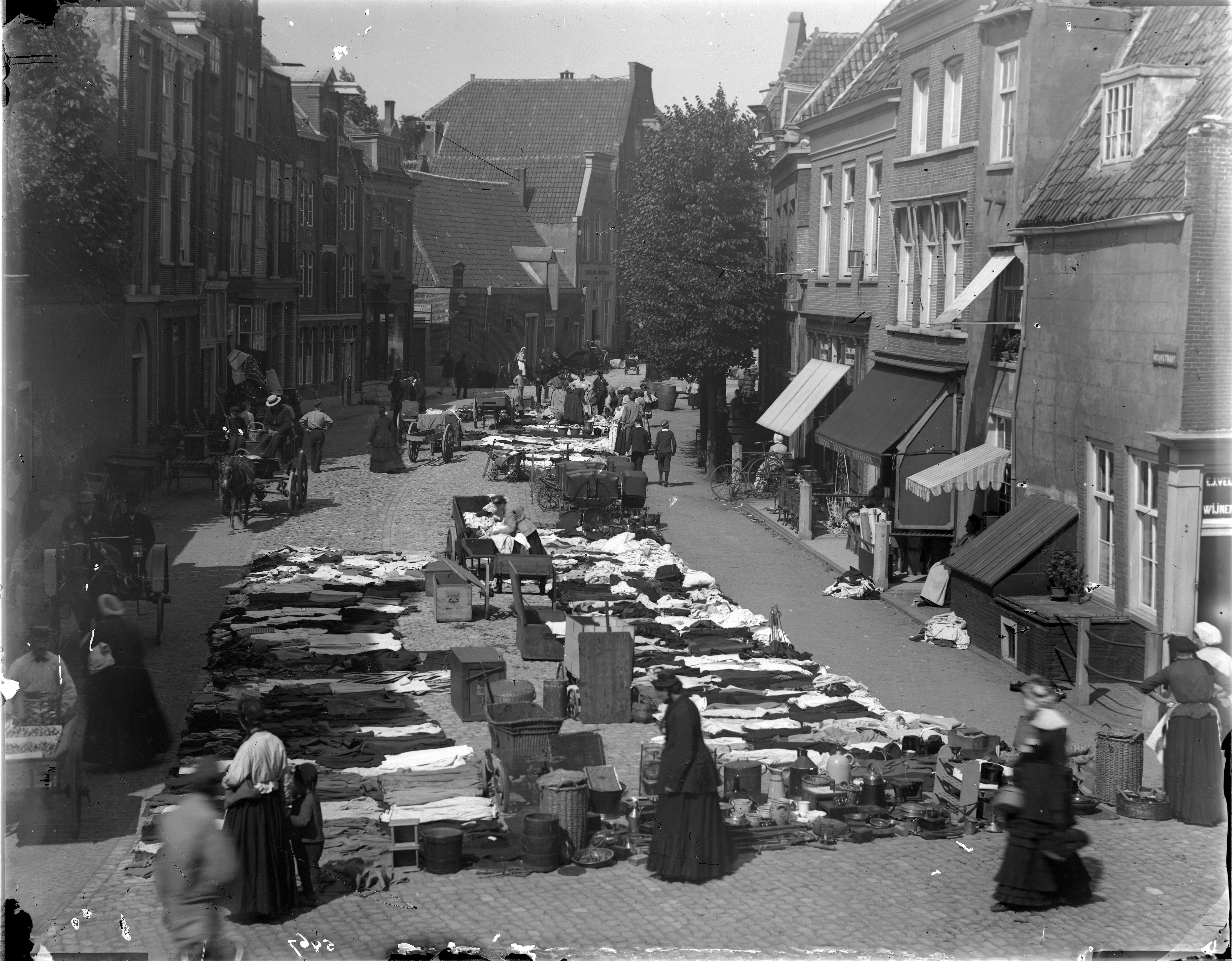
Markt in tweedehands spullen, Nieuwstraat in Leiden, eind 19de eeuw
Boerenmarkt in Nijmegen (1900)
- Bioscoopjournaal uit 1947. In de Jordaan te Amsterdam wordt gevlagd omdat er, voor het eerst na de oorlog, weer markt wordt gehouden op de Lindengracht.